# Polyodaspis convexa
Polyodaspis convexa är en tvåvingeart som beskrevs av Ismay och Schulten 2003. Polyodaspis convexa ingår i släktet Polyodaspis och familjen fritflugor.
Artens utbredningsområde är Ungern. Inga underarter finns listade i Catalogue of Life.